# Friedrich Christoph Oetinger
Friedrich Christoph Oetinger (Göppingen, 2 de mayo de 1702-Murrhardt 10 de febrero de 1782) fue un teósofo y filósofo alemán, uno de los fundadores del Pietismo.

## Biografía
Estudió filosofía y teología en la Universidad de Tubinga (1722-1728), y sufrió el influjo de la obra del místico Jakob Böhme. Tras completar sus estudios, pasó unos años viajando. En 1730 visitó al Conde Zinzendorf en Herrnhut, y permaneció allí algunos meses como profesor de hebreo y griego. Durante sus viajes había acumulado conocimientos sobre mística y sectas separatistas cristianas y judaicas.
Fue ordenado pastor hacia 1738 y ejerció desde 1746 en Walddorf, cerca de Tubinga; estudió alquimia e hizo algunos experimentos con la idea de extraer conocimientos sobre simbología. Estas prácticas, consideradas extravagantes, lo expusieron a las críticas de las personas que lo odiaban. "Mi religión," dijo, "es un paralelismo entre la Naturaleza y la Gracia." Oetinger tradujo en parte el Del cielo y del infierno de Emanuel Swedenborg y añadió notas que lo glosaban y comentaban. Entre 1765 y 1766 fue prelado de Murrhardt, donde murió.

## Obras

### Ediciones
- Sämtliche Schriften (1.ª sección, Homiletische Schriften, 5 vols., 1858-1866; 2.ª, Theosophische Werke, 6 vols., 1858-1863), preparada por Karl Christian Eberhard Ehmann, quien también editó de Oetinger su Leben und Briefe (1859).[2]